# Valenti (album de BoA)
Pour les articles homonymes, voir Valenti.
Albums de BoA
Miracle
(2002) Atlantis Princess
(2003)
Singles
Valenti est un album de BoA. Il s'agit de sa plus grosse vente d'album au Japon avec 1,2 million de copies vendues, le disque est certifié million par le RIAJ,. Il atteint la 1re place du classement de l'Oricon et reste classé 59 semaines pour un total de 1 249 197 exemplaires vendus.

## Liste des titres
| 1.  | Valenti                             | Chinka Yasushi                            | Kazuhiro Hara    | Kazuhiro Hara     | 4:18 |
| 2.  | Jewel Song                          | Natsumi Watanabe                          | Kazuhiro Hara    | Kazuhiro Hara     | 5:27 |
| 3.  | B.I.O                               | Kenn Kato                                 | Kosuke Morimoto  | Akira             | 4:17 |
| 4.  | Sekai no Katasumi de (世界の片隅で) | Narumi Yamamoto                           | Dansyu Goya      | Manao Doi         | 4:25 |
| 5.  | Kiseki (奇蹟)                       | Natsumi Watanabe                          | Kosuke Morimoto  | Ken Matsubara     | 4:20 |
| 6.  | Winding Road feat Debo              | Debo, Emi K. Lynn                         | Miyake Mitsuyuki | Minami Shiyunsuke | 4:31 |
| 7.  | Searching for Truth                 | Kenn Kato                                 | Face2Fake        | Face2Fake         | 4:00 |
| 8.  | Moon & Sunrise                      | BoA, Natsumi Watanabe                     | Ken Matsubara    | Ken Matsubara     | 5:14 |
| 9.  | Discovery                           | Natsumi Watanabe                          | Ken Harada       | Ken Harada        | 4:50 |
| 10. | Flower                              | Ryôshi Sonoda                             | Bounceback       | Akira             | 4:24 |
| 11. | Beside You ~Boku wo Yobu Koe~       | Natsumi Watanabe                          | Bounceback       | H•wonder          | 4:23 |
| 12. | Feel the Same                       | Shoko Fujibayashi                         | Akira            | Akira             | 4:41 |
| 13. | No.1                                | Ziggy, Ryôshi Sonoda (paroles japonaises) | Ziggy            | Iksoo Ahn         | 3:14 |

| 1. | Listen to my Heart (Vidéo Clip) |  |
| 2. | Valenti (Vidéo Clip)            |  |